# Araucaria bernieri
Araucaria bernieri ist eine Pflanzenart aus der Gattung der Araukarien (Araucaria). Sie kommt im Süden der zu Neukaledonien gehörenden Insel Grande Terre endemisch vor.

## Beschreibung

### Vegetative Merkmale
Araucaria bernieri wächst als säulenförmiger, immergrüner Baum, der Wuchshöhen von 40 bis 50 Metern erreichen kann. Die graue Borke blättert in dünnen Streifen ab. Die 4 bis 6 Millimeter dicken Zweige einer Ebene stehen U-förmig angeordnet.
An jungen Exemplaren sind die Blätter bei einer Länge von etwa 7 Millimeter nadelartig und relativ dick, dreieckig mit einem scharf spitz zulaufenden oberen Ende. An älteren Exemplaren sind die sich dachziegelartig überdeckenden Blätter bei einer Länge von 2 bis 3,5 Millimeter und einer Breite von 1,5 bis 2,5 Millimeter schuppenartig, gekielt-dreieckig mit einem eingekrümmten oberen Ende.

### Generative Merkmale
Araucaria bernieri ist zweihäusig getrenntgeschlechtig (diözisch). Die bläulich-weiß gefärbten männlichen Blütenzapfen sind bei einer Länge von 4 bis 9 Zentimeter und einem Durchmesser von 0,8 bis 1,6 Zentimeter zylindrisch geformt. Sie enthalten dreieckige Mikrosporophylle mit vier bis sechs Pollensäcken. Die deutlich blaugrün gefärbten weiblichen Zapfen besitzen eine Länge von 10 Zentimeter und einen Durchmesser von 7,5 bis 8 Zentimeter. Der bei einer Länge von etwa 3 Zentimeter eiförmige Samen besitzt einen breit gerundeten Flügel.

## Vorkommen
Das natürliche Verbreitungsgebiet von Araucaria bernieri umfasst die zu Neukaledonien gehörende Insel Grande Terre. Sie kommt im Südteil der Insel von Col de Petchécara bis nach Plaine des Lacs vor. Bei dem im Nordteil der Insel vermuteten Vorkommen im Umland der Gemeinde Poum stellte sich heraus, dass es sich um Exemplare der Art Araucaria scopulorum de Laubenfels handelt.
Araucaria bernieri gedeiht in Höhenlagen zwischen 0 und 700 Metern. Sie besiedelt vor allem feuchte, immergrüne Wälder und Flusstäler. Sie gedeiht vor allem auf Böden, die sich auf ultramafischem Gestein entwickeln.

## Systematik
Araucaria bernieri gehört zur Sektion Eutacta innerhalb der Gattung der Araukarien (Araucaria). Die Erstbeschreibung von Araucaria bernieri erfolgte 1949 durch John Theodore Buchholz in Bulletin du Muséum d’Histoire Naturelle, 21, S. 280.
Bei der im Jahr 2000 durch John Silba beschriebenen Araucaria bernieri var. pumilio, die in der Nähe von Tiébaghi im Nordteil von Grande Terre gefunden wurde, stellte sich später heraus, dass es sich um Araucaria scopulorum de Laubenfels handelt.

## Gefährdung und Schutz
Araucaria bernieri wird in der Roten Liste der IUCN als „gefährdet“ geführt. Der Gesamtbestand wird auf unter 10.000 Bäume geschätzt und soll innerhalb der nächsten 10 Jahre um rund 10 % abnehmen. Als einer der Hauptgefährdungsgründe wird der Minenbau und die damit verbundenen Aktivitäten wie Straßenbau und Abraumlager genannt. Waldbrände stellen vor allem für die Verjüngung eine Gefahr dar. Die Gefährdung durch Holzeinschlag ist heute nur mehr von geringer Bedeutung.